# Heinz Crucius
Heinz Crucius (* 21. März 1914 in Berlin; † 7. Dezember 2007 in Bad Wiessee) war ein deutscher Komponist der Unterhaltungsmusik (U-Musik). Sein Grundstudium absolvierte Heinz Crucius am Sternschen Konservatorium in Berlin. Darüber hinaus war Heinz Crucius Dirigentenschüler bei Sergiu Celibidache an der internationalen Musikschule in Berlin.

## Leben und Wirken

### Grundstudium in Berlin
Das Grundstudium absolvierte Heinz Crucius am Sternschen Konservatorium in Berlin unter der Leitung von Kittel. Komposition studierte Heinz Crucius bei Heinz Tiessen und Hermann Grabner, Dirigieren und Oper bei Hofrat Rudolf Gross und Klavier bei Walter Thiele. Nach dem Hauptstudium setzte Heinz Crucius seine Ausbildung am «Internationalem Musikinstitut» in Berlin bei Sergiu Celibidache und dem damals renommierten Pianisten Gerhard Puchelt fort.

### Stationen
In den Nachkriegsjahren war Heinz Crucius Klavierlehrer, Pianist und Konzertbegleiter in Berlin. Crucius war Korrepetitor am Ostberliner Metropoltheater, sowie Kapellmeister und Chordirektor am Stadttheater Köthen/Anhalt. Er komponierte u. a. eigene Bühnenmusik zu Friedrich Schillers Don Carlos und komponierte die «Märchenprinzessin». Heinz Crucius wurde der erste Kapellmeister und musikalischer Oberleiter für Oper, Operette und Sinfoniekonzerte am Stadttheater Frankfurt an der Oder. Im Jahr 1952 Aufführung mit der Rheinischen Philharmonie Koblenz in Bad Ems. Auf dem Programm standen die Tondichtung Les Préludes von Franz Liszt, die Ouvertüre Romeo und Julia von Pjotr Iljitsch Tschaikowski und die Sinfonie aus der Neuen Welt von Antonín Dvořák.
Von 1953 bis 1960 leitete Heinz Crucius das Kurorchester in Bad Wiessee. Hier führte Heinz Crucius anspruchsvolle sinfonische Konzertdarbietungen auf. Dies mit der Unterstützung der Münchner Philharmoniker, der RSO München und dem Staatsorchesters München. Während dieser Zeit arbeitete Heinz Crucius mit hochrangigen Solisten zusammen, wie zum Beispiel Siegfried Borries (erster Konzertmeister der Berliner Philharmoniker), Sonnleitner (erster Konzertmeister der Münchner Philharmoniker), Erich Keller (erster Konzertmeister des Münchner Radio-Sinfonieorchesters), Wilhelm Stross, Ottomar Borwitzky (Solocellist der Berliner Philharmoniker) und David Arben vom Philadelphia Symphony-Orchestra. Darüber hinaus fanden in dieser Zeit bedeutende Konzerte mit bekannten Komponisten der Unterhaltungsmusik statt.
Von 1960 bis 1974 leitete Heinz Crucius das Kurorchester in Bad Ems. In dieser Zeit spektakuläre Sonderkonzerte mit Werken großer Komponisten aus Oper, Operette, Sinfonik, Volksmusik und Musical. Von 1970 bis zu seinem Tode engagierte sich Heinz Crucius mit unermüdlichem Einsatz für die Kur- und Unterhaltungsmusik. Heinz Crucius verbrachte seine Zeit als Rentner im eigenen Haus am Schliersee und in seiner Wohnung in Bad Wiessee an der Tegernseer Promenade zusammen mit seiner Frau Waltraut Crucius. Am 7. Dezember 2007 verstarb Heinz Crucius. Seine letzte Ruhestätte ist der Bergfriedhof in Bad Wiessee.

## Werke
Es folgt eine  Auflistung der bekanntesten Werke von Crucius.
| Titel                     | Art                            | Bearbeiter                    | Verlag                        |
| ------------------------- | ------------------------------ | ----------------------------- | ----------------------------- |
| Am Tegernsee              | Walzer-Intermezzo              |                               | Pero, Wien                    |
| Augusten Polka            | Polka                          | Willi Löffler                 | Ed. Majestic (Meisel)         |
| Aquamarin                 | Walzer-Impresseion             |                               | Cinetel, Berlin               |
| Ballett in Blau           | Tänzerische Skizze             | Willi Löffler                 | Gerig, Köln                   |
| Blauer Dunst              | Schnelles Intermezzo           |                               | Cinetel, Berlin               |
| Bummel am Montmartre      | Musette-Intermezzo             | Herbert Küster                | Pero, Wien                    |
| Der Optimist              | Intermezzo                     | Willi Löffler                 | Ed. Majestic                  |
| Die Märchenprinzessin     | Ouvertüre                      | Richard Etlinger              | Pero, Wien                    |
| Die Sonne versinkt        | langsamer Walzer               | Joe Burgner                   | Budde, Berlin                 |
| Ein Leben lang            | Reminiszenz                    | Helmut Ritter                 | Ries & Erler, Berlin          |
| Einsame Straße            | Solo für Klavier und Orchester | Toni Birk                     | Preo, Wien                    |
| Elegie                    | Valse lente                    | Helmut Ritter                 | Ries & Erler, Berlin          |
| Erste Begegnung           | Impression                     | John Field                    | Pero, Wien                    |
| Fest in Schwabing         | Walzer                         | Herbert Turba                 | Meisel, Berlin                |
| Grand Prix                | Pasodoble                      | Günther Gürsch                | Pero, Wien                    |
| Kurpromenade              | Walzer                         | Willi Löffler                 | Meisel, Berlin                |
| Manegenzauber             | Intermezzo                     | Willi Löffler                 | Ed. Mejestic (Meisel)         |
| Manuela                   | Suite in 3 Sätzen              | Helmut Ritter                 | Budde, Berlin                 |
| Märchen aus Wien          | Intermezzo                     | Willi Löffler                 | Mierva-Musik, Köln            |
| Petits Fours              | Valse Caprice                  | John Fields                   | Pero, Wien                    |
| Quecksilber               | Intermezzo                     | Harry Theis                   | Theis, Kassel                 |
| Rheinische Serenade       | Serenade                       |                               | Minerva, Köln                 |
| Rosenfest                 | Walzer                         | Willi Löffler                 | Wrede, Wiesbaden              |
| Rosen im Herbst           | Romanze                        | Willi Löffler                 | Budde, Berlin                 |
| Saison-Marsch             | Marschfox                      | Willi Löffler                 | Wrede, Wiesbaden              |
| Saragossa                 | Span. Marsch                   | Willi Löffler / Erich Gutzeit | Ries & Erler, Berlin          |
| Sehnsucht                 | Serenade                       | Willi Löffler                 | Theis, Kassel                 |
| Seltsame Augen            | Tango-Romanze                  | Willi Löffler                 | Pero, Wien                    |
| Sommer in Amalfi          | Barcarole                      | Helmut Ritter                 | Ries & Erler, Berlin          |
| Sommertraum               | Valse rubato                   | Willi Löffler                 | Theis, Kassel                 |
| Teneriffa-Suite           | Suite in 4 Sätzen              | Gerhard Mohr                  | Meisel, Berlin                |
| Traumserenade             | Serenade                       | Willi Löffler                 | Es. Mejestic (Meisel), Berlin |
| Ungarische Vision         | Skizze                         | Richard Etlinger              | Ries & Erler, Berlin          |
| Urlaubsfreuden            | Walzer                         | Richard Etlinger              | Pero, Wien                    |
| Valse Suggestion          | Valse rubato                   | Willi Löffler                 | Gerig, Köln                   |
| Verliebter Gondoliere     | Intermezzo                     | Helmut Ritter                 | Budde, Berlin                 |
| Vino Alkazar              | Ouvertüre                      | Richard Etlinger              | Pero, Wien                    |
| Wiedersehn am Stephansdom | Intermezzo                     | Willi Löffler                 | Meisel, Berlin                |
| Zärtlichkeiten            | Intermezzo                     | Willi Löffler                 | Theis, Kassel                 |
| Glück zu zweit            | Romanze                        | Willi Löffler                 | Theis, Kassel                 |
| Übermut                   | Intermezzo                     |                               | Helvetia-Verlag, Berlin       |